# Rathaus (Bullenheim)

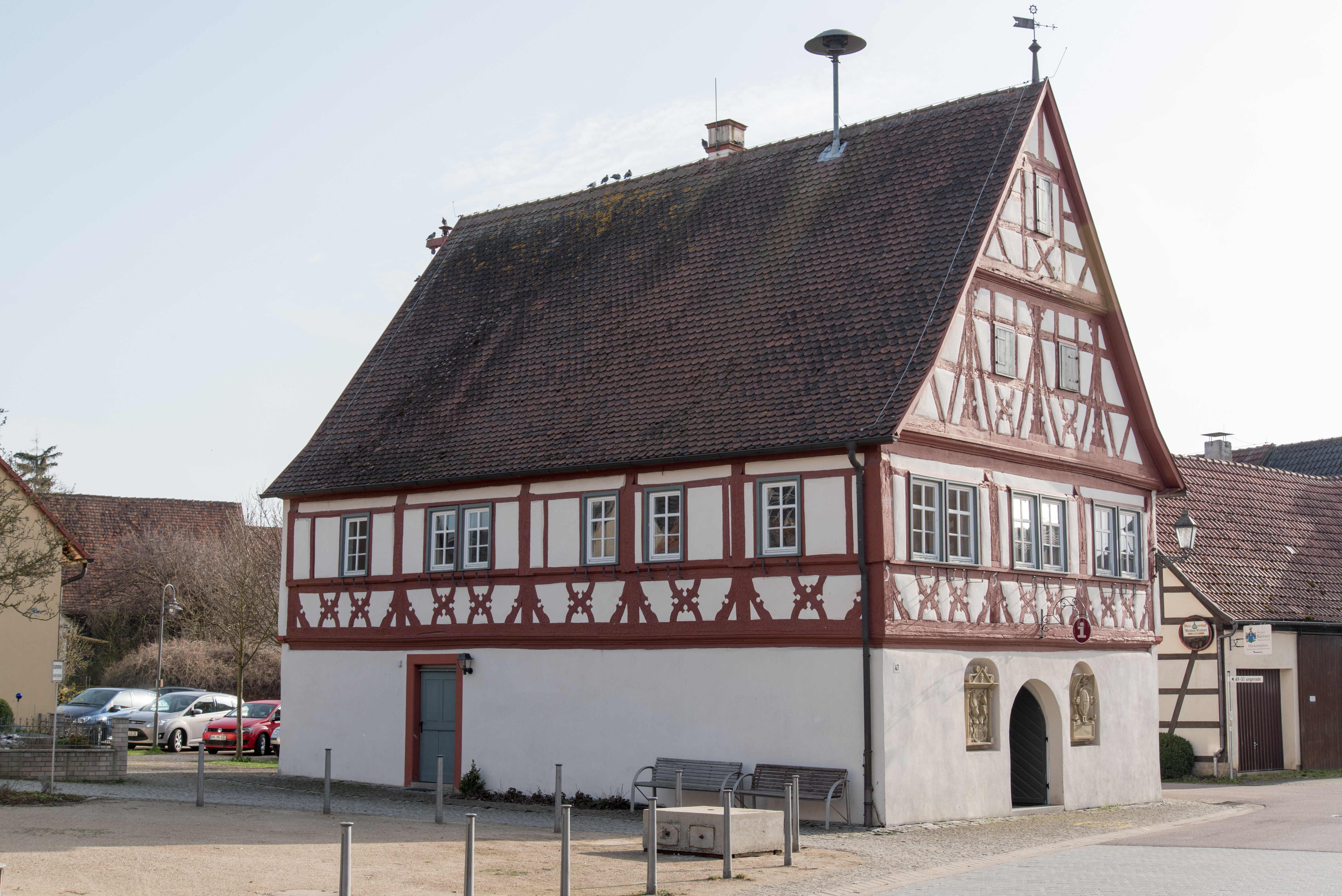
Ehemaliges Rathaus in Bullenheim

Das Rathaus in Bullenheim, einem Gemeindeteil des Marktes Ippesheim im mittelfränkischen Landkreis Neustadt an der Aisch-Bad Windsheim, wurde 1583 errichtet. Das ehemalige Rathaus mit der Adresse Bullenheim 47 ist ein geschütztes Baudenkmal. 
Der zweigeschossige Satteldachbau mit Gurtgesims und einem Fachwerkobergeschoss an der Nord- und Ostseite hat eine Ausschmückung mit geschweiften Andreaskreuzen und Fußstreben mit Augen.
Der Rundbogeneingang an der Nordwand wird flankiert von Wappenreliefs aus Sandstein. 

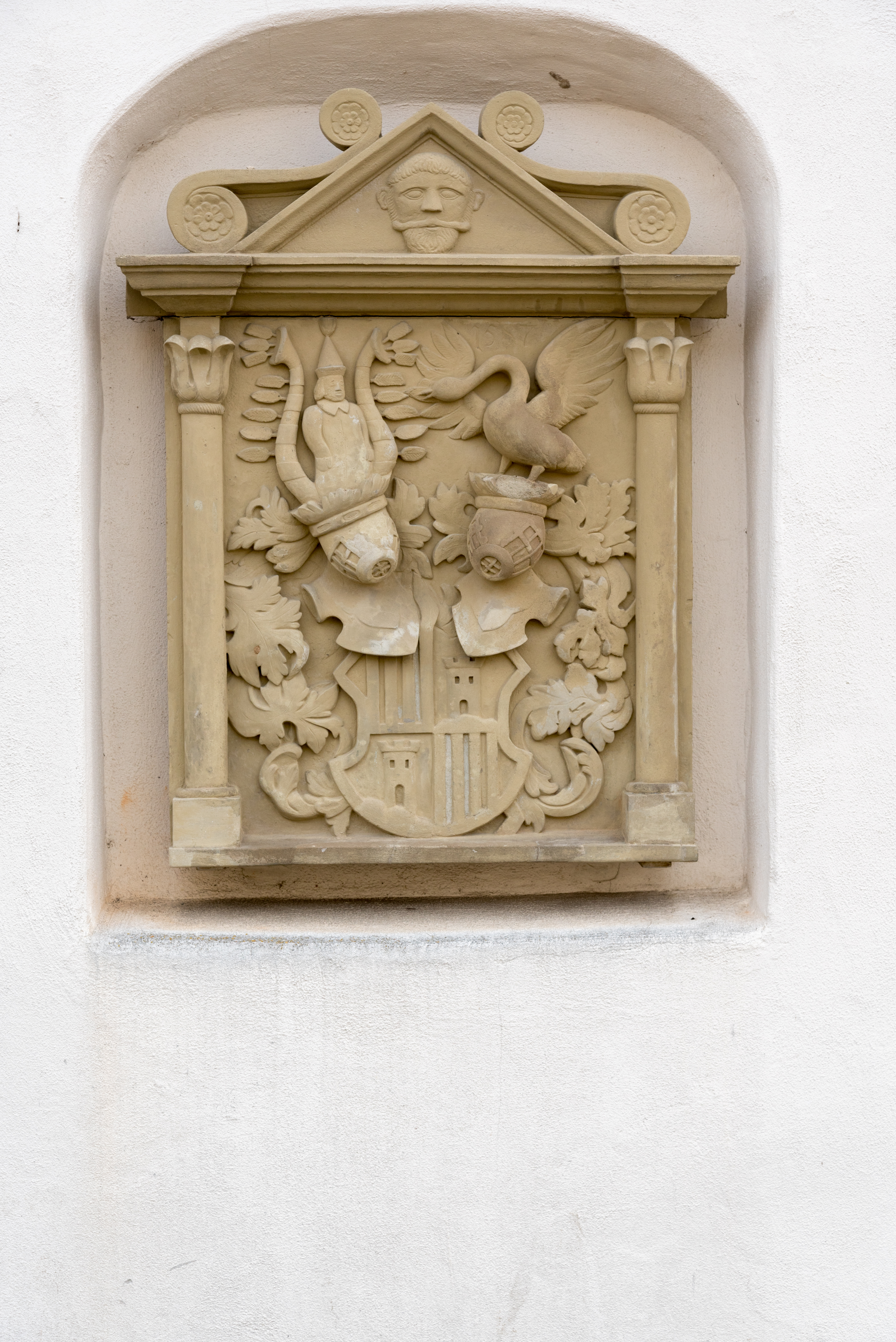
Wappenrelief
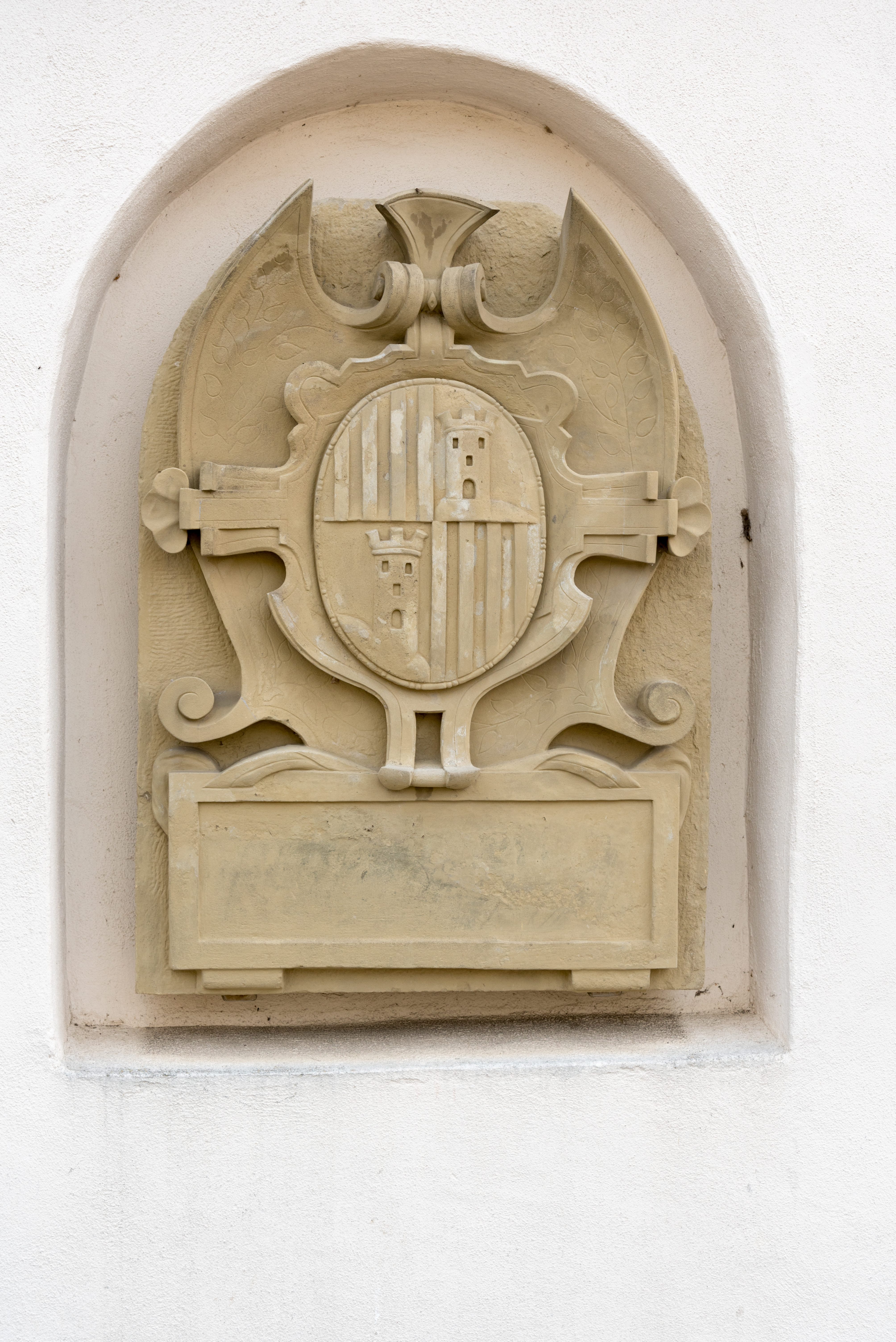
Wappenrelief
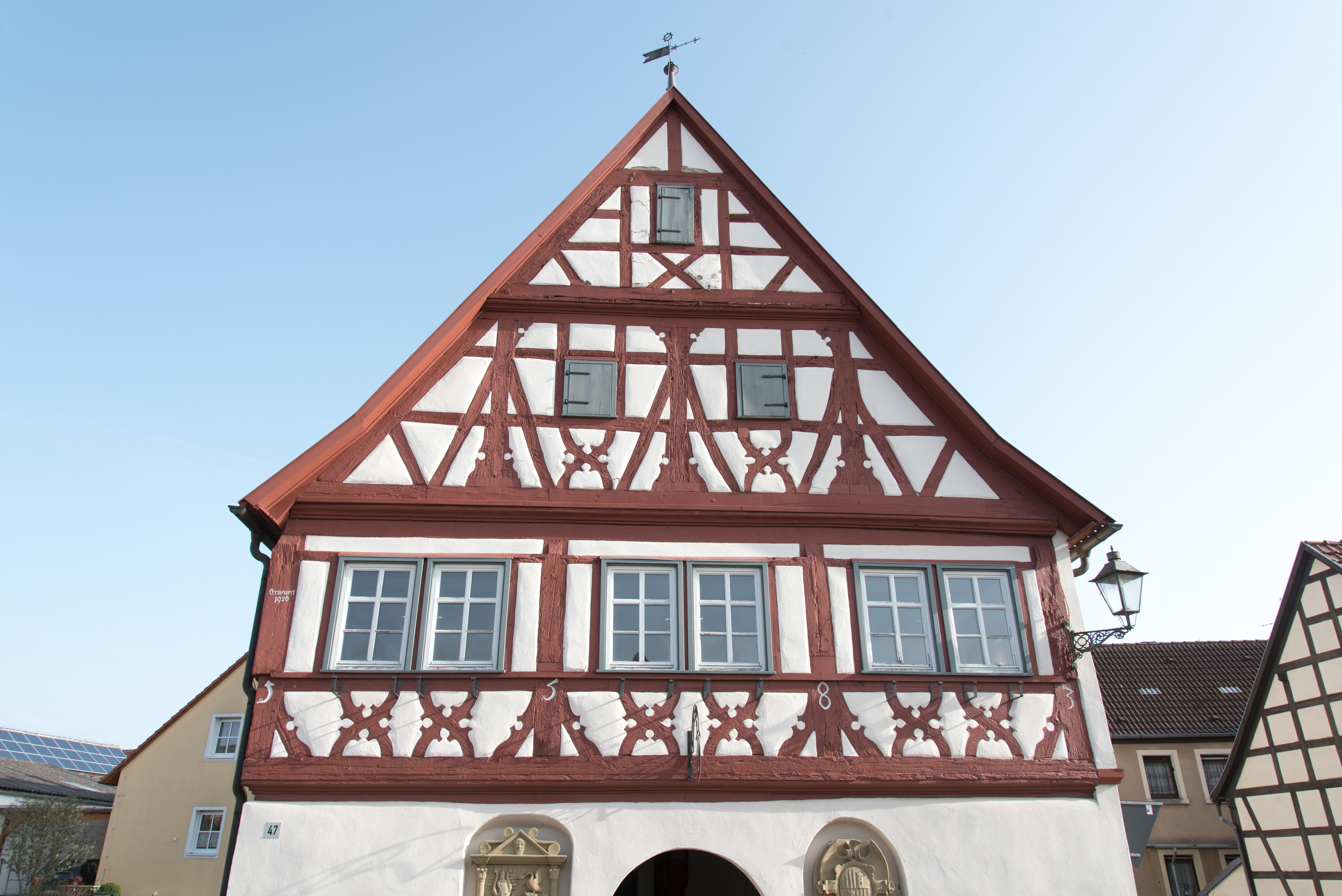
Fachwerkschmuck